# Frühromantik
Die Frühromantik (auch Jenaer Frühromantik) ist eine kulturhistorische Strömung der Moderne und Zeitabschnitt der Romantik. Sie begann 1796 mit der Übersiedlung August Wilhelm Schlegels und Caroline Schlegels nach Jena und endete 1803 mit dem Fortgang Caroline Schlegels und Friedrich Wilhelm Joseph Schellings. Die Frühromantik gilt als Keimzelle der deutschen Romantik und hatte erhebliche Auswirkungen auf die Kunst und Kultur der Moderne. Ausgehend und beeinflusst von Jena gelten Berlin mit seinen literarischen Salons und Dresden als weitere frühromantische Zentren.

## Voraussetzungen und Verlauf
Als kulturhistorische Strömung der Moderne ist der Beginn der Frühromantik nicht auf einen genauen Zeitpunkt festzulegen. Prägende Impulse erfährt die Frühromantik unter anderem durch die Philosophie der Aufklärung, die Literatur der Empfindsamkeit, die Schriften Immanuel Kants, die Literatur des Sturm und Drang, durch Johann Gottlieb Fichtes idealistische Philosophie und Friedrich Schillers Über die ästhetische Erziehung des Menschen. Einen entscheidenden Einfluss haben auch die Werke Johann Wolfgang von Goethes, insbesondere dessen Werther, Gelegenheitsgedichte und Wilhelm Meisters Lehrjahre. Außerdem haben die politischen Umbrüche im Zuge der Französischen Revolution und die damit verbundenen Freiheits-Diskurse erheblichen Anteil an der Gedankenwelt der Frühromantiker, die sich Mitte der 1790er Jahre insbesondere in Jena zu formieren beginnen.

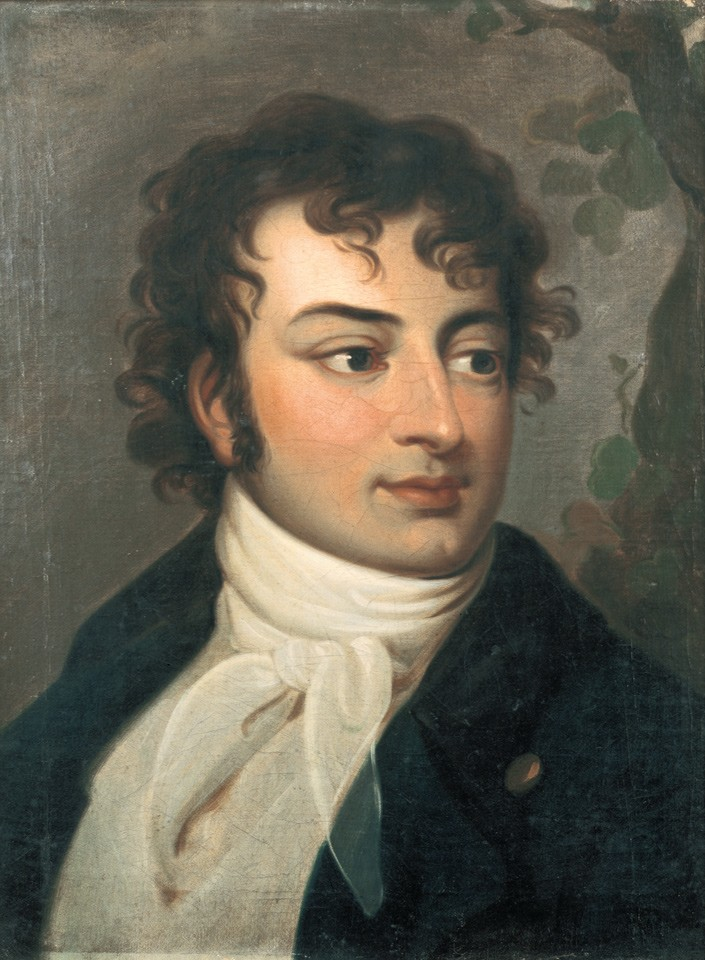
August Wilhelm Schlegel ist mit seiner Frau Caroline Schlegel einer der ersten, die aus dem Kreis der Romantiker nach Jena übersiedeln.

Obwohl es nicht sinnvoll ist, ein einzelnes Datum als Startpunkt der Frühromantik festzulegen, kann der 8. Juli 1796 als symbolischer Beginn der Jenaer Romantik ausgemacht werden. An diesem Tag trafen August Wilhelm Schlegel und seine Frau Caroline Schlegel in Jena ein. August Wilhelm Schlegel siedelte auf Empfehlung Friedrich Schillers nach Jena über, um an dessen neu erschienener Zeitschrift Die Horen mitzuarbeiten. Auf den Seiten der Horen formierte sich erstmals ein intellektueller Kreis, der an den Ideen der Frühromantik entscheidenden Anteil hatte und die Strahlkraft Jenas um 1800 mitbegründete. Neben Schiller und August Wilhelm Schlegel publizierten etwa auch Alexander und Wilhelm von Humboldt, Johann Gottlieb Fichte, Johann Wolfgang von Goethe und Sophie Mereau in der Zeitschrift, die repräsentativ für Jenas geistiges Klima steht.
Jena hatte um 1800 den Ruf eines liberalen Zentrums der Philosophie: Die Universität zog Gelehrte aus allen Regionen der deutschsprachigen Ländern an und insbesondere der Universitäts- und Kulturpolitik Goethes ist es zu verdanken, dass sich in Jena ein freier und aufgeklärter Geist verbreiten konnte. Hinzu kamen die günstigen bildungspolitischen Verhältnisse. Denn die Universität Jena unterstand der Aufsicht von vier Herzögen. Der damit verbundene bürokratische Aufwand erschwerte die Zensur, sodass die Professoren der Universität eine größere Lehrfreiheit hatten als in anderen Herzogtümern.
Das geistig rege Klima der kleinen Stadt Jena lag in besonderem Maße in der Universität begründet. In 800 Häusern lebten 4500 Einwohner, von denen 800 als Studenten immatrikuliert waren. Eine Leihbücherei, die Universitätsbibliothek mit über 5000 Bänden und sieben Buchhandlungen versorgten die lesehungrigen Bürger. Hinzu kam ein reges Verlags- und Zeitungswesen. Das bedeutendste Publikationsorgan war die Allgemeine Literaturzeitung, die zu den am meisten gelesenen und täglich erscheinenden Zeitungen im deutschsprachigen Raum gehörte.
In der Allgemeinen Literaturzeitung publizierten und kritisierten auch August Wilhelm und sein Bruder Friedrich Schlegel. Friedrich Schlegel siedelte als wirkmächtigster Theoretiker der Frühromantik ebenfalls 1796 nach Jena über, musste die Stadt aber bereits im Juli 1797 nach einem Zerwürfnis mit Schiller wieder verlassen. Er zog nach Berlin um und lernt Friedrich Schleiermacher und seine spätere Frau Dorothea Veit kennen. Gedanklich und in Briefen bleibt Friedrich Schlegel jedoch mit Jena verbunden. Gemeinsam mit seinem Bruder August Wilhelm gibt Friedrich Schlegel etwa die Zeitschrift Athenaeum heraus, die als zentrales und programmatisches Organ der Frühromantik gilt.

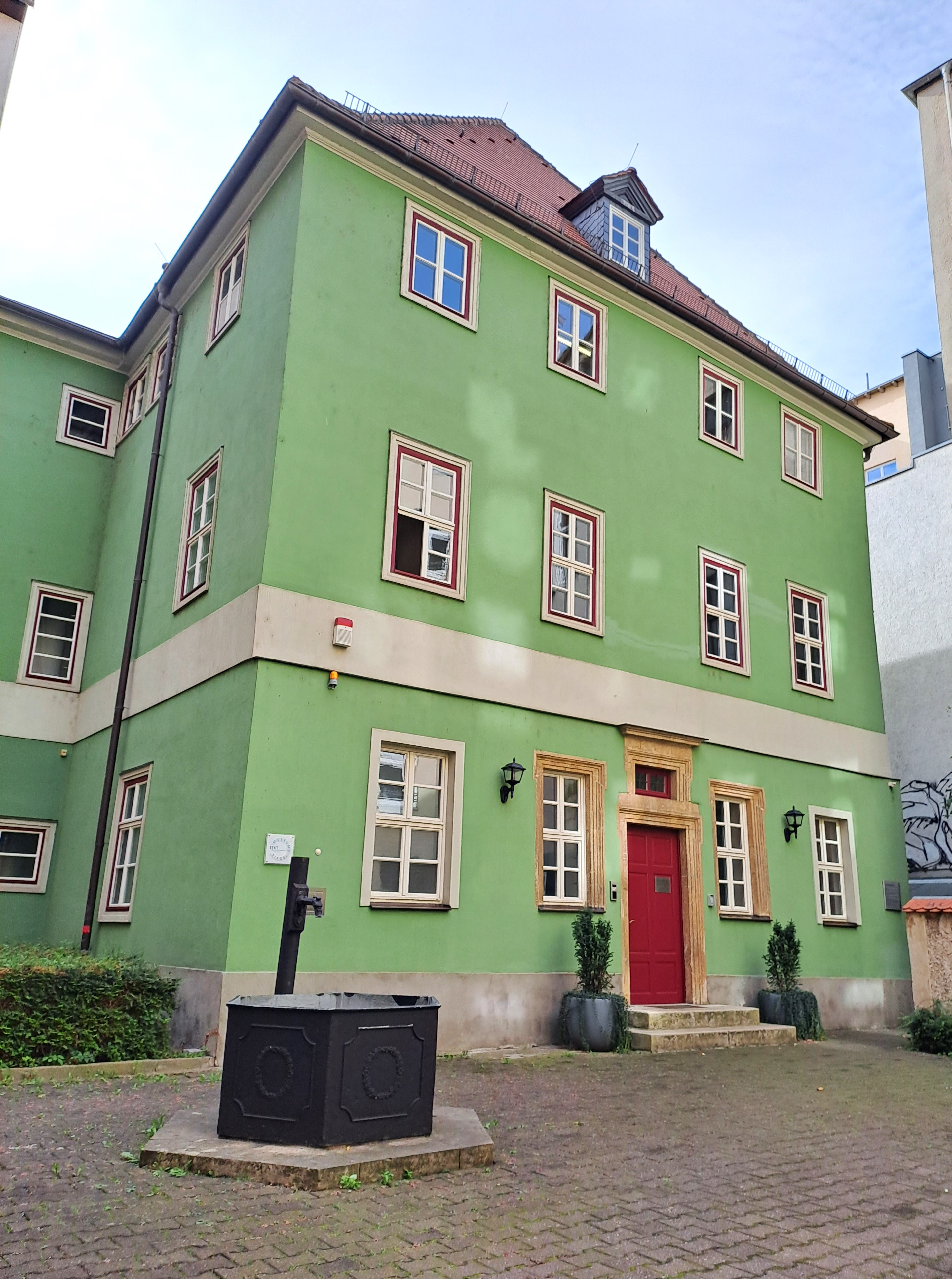
Das Romantikerhaus Jena im ehemaligen Wohnhaus des Philosophen Johann Gottlieb Fichte

Obwohl zeitweilig räumlich getrennt, bilden August Wilhelm und Friedrich Schlegel sowie ihre Frauen Caroline Schlegel und Dorothea Veit den Mittelpunkt der Jenaer Frühromantik. Caroline und August Wilhelm beziehen im September 1796 ein geräumiges Hinterhaus in der Leutragasse 5. Dieses historische Romantikerhaus bildet bis 1800 das gesellige und intellektuelle Zentrum der beginnenden Romantik. In ihm fand vom 11. bis 14./15. November 1799 auch das Jenaer Frühromantikertreffen statt, das als Höhepunkt der jungen Geistesströmung gilt.
Zum Zeitpunkt des Frühromantikertreffens sind Friedrich Schlegel und Dorothea Veit aus Berlin nach Jena zurückgekehrt und leben mit Caroline und August Wilhelm Schlegel unter einem Dach. Außerdem nehmen Friedrich von Hardenberg (Novalis), Ludwig Tieck und Friedrich Wilhelm Joseph Schelling an dem Treffen teil. Ludwig Tieck hatte die Pfade der Romantik schon zuvor in Berlin eingeschlagen und war im Oktober 1799 mit seiner Frau nach Jena gezogen. Der junge Philosoph Schelling war 1798 als jüngster Professor an die Universität Jena berufen worden und wohnte seit August in der Stadt. Das Frühromantikertreffen zeichnete sich durch intensive Gespräche der frühromantischen Protagonisten aus, die gemeinsame Ausflüge unternahmen und ihre Werke im Sinne der romantischen „Symphilosophie“ besprachen und kritisierten.
Kurz nach dem Romantikertreffen begann die Gruppe der Frühromantiker zunehmend auseinanderzubrechen. Johann Gottlieb Fichte, der mit den Romantikern im engen und freundschaftlichen Kontakt stand, hatte Jena in Folge des Atheismusstreits bereits verlassen und die offen gelebte Affäre zwischen Caroline Schlegel und Friedrich Wilhelm Joseph Schelling führte zunehmend zur Spaltung der Freunde.
Der plötzliche Tod von Caroline Schlegels Tochter Auguste Böhmer am 12. Juli 1800 muss neben dem Tod von Novalis am 25. März 1801 als zusätzliche Belastung für den Frühromantikerkreis angesehen werden. Ludwig Tieck verlässt den zerstrittenen Freundeskreis und kehrt nach Berlin zurück. Auch Friedrich Schlegel und Dorothea Veit kehren Jena 1802 den Rücken. August Wilhelm und Caroline Schlegel finden nach dem Tod Augustes nicht mehr zueinander. Sie beenden ihre langjährige und für die frühromantische Gedankenwelt produktive Beziehung im Frühjahr 1802. Nach der Scheidung von August Wilhelm verlässt Caroline gemeinsam mit Friedrich Wilhelm Joseph Schelling am 21. Mai 1803 die Stadt. Mit ihnen verlassen die letzten Vertreter der Frühromantik Jena.

## Bedeutung
Die Jenaer Frühromantik hatte erhebliche Auswirkungen nicht nur auf die Entwicklung der europäischen Romantik, sondern auch auf die Entwicklung des Kunst- und Kulturverständnisses der Moderne. Insbesondere die kunsttheoretischen Überlegungen zur (romantischen) Ironie, dem Fragment und Abstrakten wirkten auf die Kunst und Literatur des 19. und 20. Jahrhunderts. Darüber hinaus ist das moderne Verständnis von Individualität, Kunst als Ausdruck einer subjektiven Künstlerseele, der Einheit von Mensch und Natur, der Fantasie und des Irrationalen grundlegend durch die Frühromantik geprägt. Diesbezüglich ist auch das formale und motivische Interesse an Themen wie dem Geheimnisvollen, Zwielichtigen und Traumhaften zu nennen.  
Die Leistung der Frühromantik auf wesentliche und klar zu benennende Punkte zu verengen gestaltet sich als schwierig. Dies liegt insbesondere darin begründet, dass es sich bei der Frühromantik nicht um eine Schule im engeren Sinne handelt, die Lehrinhalte oder klare Doktrinen hervorgebracht hat. Entsprechend muss ihre Bedeutung auch in den facettenreichen Impulsen erkannt werden, die ihre Wirkungen in den nachfolgenden Jahrzehnten und Jahrhunderten entfalteten.
Maßgeblichen Einfluss hatte die Frühromantik nicht nur im deutschsprachigen Kulturraum, sondern auch in anderen europäischen und englischsprachigen Ländern. So haben sich Generationen junger Kritiker, Philosophen und Dichter in den mediterranen, skandinavischen und slawischen Nationen Europas in den Texten der Frühromantik wiedererkannt und deren Gedanken für das eigene Schaffen fruchtbar gemacht. Durch Samuel Taylor Coleridge und Madame de Staël verbreiteten sich die frühromantischen Theorien außerdem in England und in Nordamerika. Dort wirkten sie insbesondere auf den Kreis der Transzendentalisten und Edgar Allan Poe.

## Vertreter und Umkreis (Auswahl)
- Clemens Brentano
- Johann Gottlieb Fichte
- Johann Wolfgang von Goethe
- Friedrich von Hardenberg (Novalis)
- Alexander von Humboldt
- Wilhelm von Humboldt
- Sophie Mereau
- Johann Wilhelm Ritter
- Friedrich Wilhelm Joseph Schelling
- August Wilhelm Schlegel
- Caroline Schlegel
- Friedrich Schlegel
- Friedrich Schleiermacher
- Ludwig Tieck
- Dorothea Veit

## Werke (Auswahl)
Friedrich von Hardenberg (Novalis)
- Fichte-Studien (1795–97)
- Hemsterhuis-Studien (1797)
- Blüthenstaub-Fragmente (1798)
- Glauben und Liebe oder der König und die Königin
- Dialogen und Monolog (1798–99)
- Das allgemeine Brouillon (1798–99)
- Geistliche Lieder (1799)
- Die Christenheit oder Europa (1799)
- Heinrich von Ofterdingen (unvollendet, Beginn der Arbeit 1799, posthum veröffentl. 1802)
- Hymnen an die Nacht (1800)

Friedrich Wilhelm Joseph Schelling
- Erster Entwurf eines Systems der Naturphilosophie (1799)
- System des transzendentalen Idealismus (1800)

August Wilhelm Schlegel (z. T. mit Caroline Schlegel)
- De Geographia Homerica (1787)
- Über des Dante Alighieri Göttliche Komödie (1790)
- Dantes Hölle. (Übersetzung, 1795)
- Briefe über Poesie, Silbenmaß und Sprache (1795)
- Etwas über William Shakespeare bei Gelegenheit des Wilhelm Meisters (1796)
- Homers Werke von J.H. Voß (1796)
- Über Shakespeares Romeo und Julia (1797)
- Hermann und Dorothea, von Goethe (1797)
- Athenäum (1798–1800)
- Die Gemälde (1798)
- Vorlesungen über Philosophische Kunstlehre (1798–99)
- Literarischer Reichsanzeiger oder Archiv der Zeit und ihres Geschmacks (1799)
- Charakteristiken und Kritiken (1800–01)
- Vorlesungen über schöne Literatur und Kunst (1801–04)

Friedrich Schlegel
- Von den Schulen der Griechischen Poesie (1794)
- Vom ästhetischen Werte der Griechischen Komödie
- Über die weiblichen Charaktere in den Griechischen Dichtern (1794)
- Über Condorcet (1795)
- Über das Studium der Griechischen Poesie (1797)
- Jacobis Woldemar (1796)
- Versuch über den Begriff des Republikanismus (1796)
- Die Griechen und Römer. Historische und kritische Versuche über das klassische Altertum (1797)
- Georg Forster (1797)
- Über Lessing (1797)
- Über Niethammers Philosophisches Journal (1797)
- Kritische Fragmente (1797)
- Athenäum (1798–1800)
- Geschichte der Poesie der Griechen und Römer (1798)
- Über Goethes Meister (1798)
- Lucinde (1799)
- Über die Philosophie. An Dorothea (1799)
- Gespräche über die Poesie: Epochen der Dichtkunst (1800)
- Rede über die Mythologie (1800)
- Briefe über den Roman (1800)
- Versuch über den verschiedenen Stil in Goethes früheren und späteren Werken (1800)
- Ideen. – Über die Unverständlichkeit
- Charakteristiken und Kritiken (1800–01)
- Über alte und neue Literatur. Vorlesungen (1803–04)
- Lessings Gedanken und Meinungen (1804)

Friedrich Schleiermacher
- Über die Religion. Reden an die Gebildeten unter ihren Verächtern (1799)
- Vertraute Briefe über Friedrich Schlegels Lucinde (1801)
- Grundlinien einer Kritik der bisherigen Sittenlehre (1803)

Ludwig Tieck
- Shakespeares Behandlung des Wunderbaren (1793)
- Peter Lebrecht. Eine Geschichte ohne Abentheuerlichkeiten (1795–96)
- Geschichte des Herrn William Lovell. Ein Roman (1796)
- Volksmärchen von Peter Leberecht (1797)
- Herzensergießungen eines kunstliebenden Klosterbruders (1797)
- Franz Sternbalds Wanderungen (1798)
- Prinz Zerbino, oder die Reise nach dem guten Geschmack (1799)
- Don Quixote des Cervantes (Übersetzung 1799)
- Romantische Dichtungen (1799–1800)
- Phantasien über die Kunst für Freunde der Kunst (1799)

Dorothea Veit
- Florentin. Ein Roman (hrsg. v. Friedrich Schlegel, 1801)

Wilhelm Heinrich Wackenroder
- Herzensergießungen eines kunstliebenden Klosterbruders (1797)
- Phantasien über die Kunst für Freunde der Kunst (1799)